# Campylocentrum parahybunense
Campylocentrum parahybunense là một loài thực vật có hoa trong họ Lan. Loài này được (Barb.Rodr.) Rolfe mô tả khoa học đầu tiên năm 1903.

## Hình ảnh

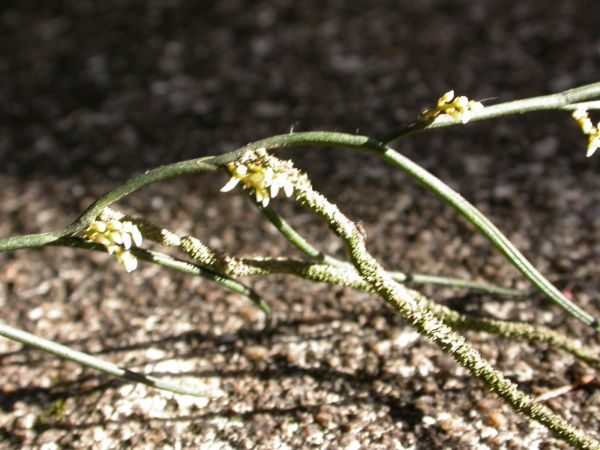
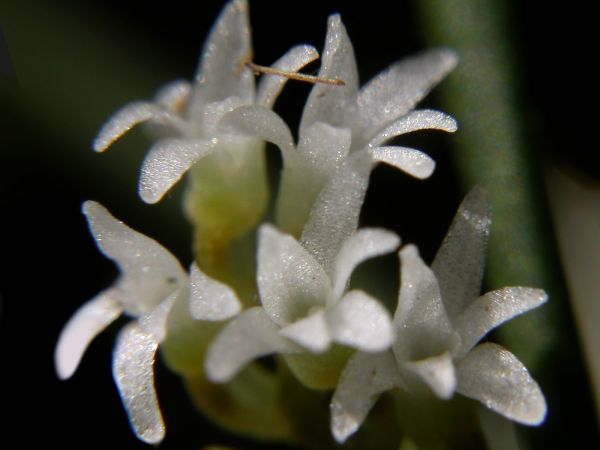
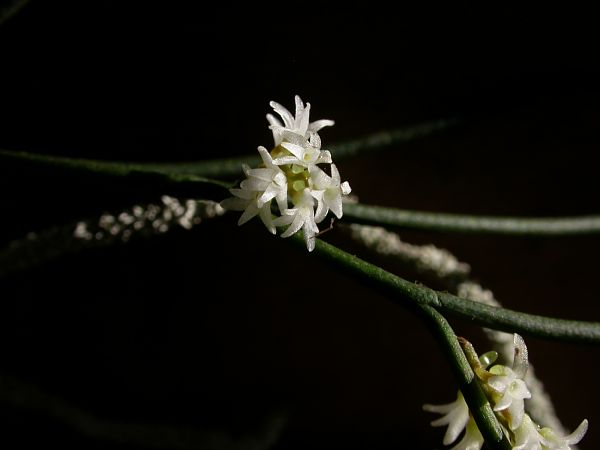
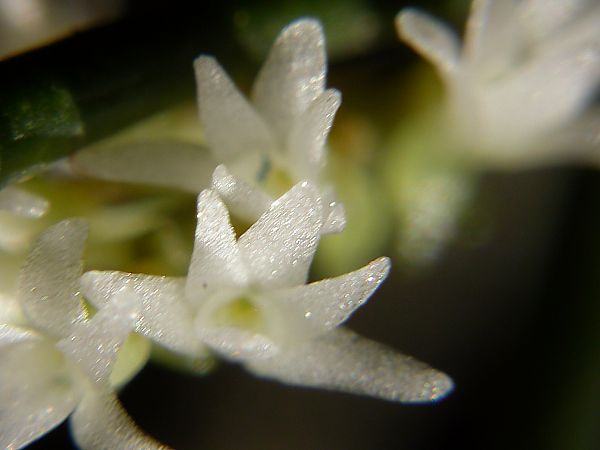